# Oberrabbiner Russlands
Oberrabbiner Russlands (russisch Главный раввин России Glawny rawwin Rossii; wiss. Glavnyj ravvin Rossii; hebräisch הרבנות הראשית לרוסיה englisch Chief Rabbi of Russia) ist die Bezeichnung für zwei Oberrabbiner, die beide derzeit unter dieser Bezeichnung im Interreligiösen Rat Russlands (Межрелигиозный совет России) vertreten sind.

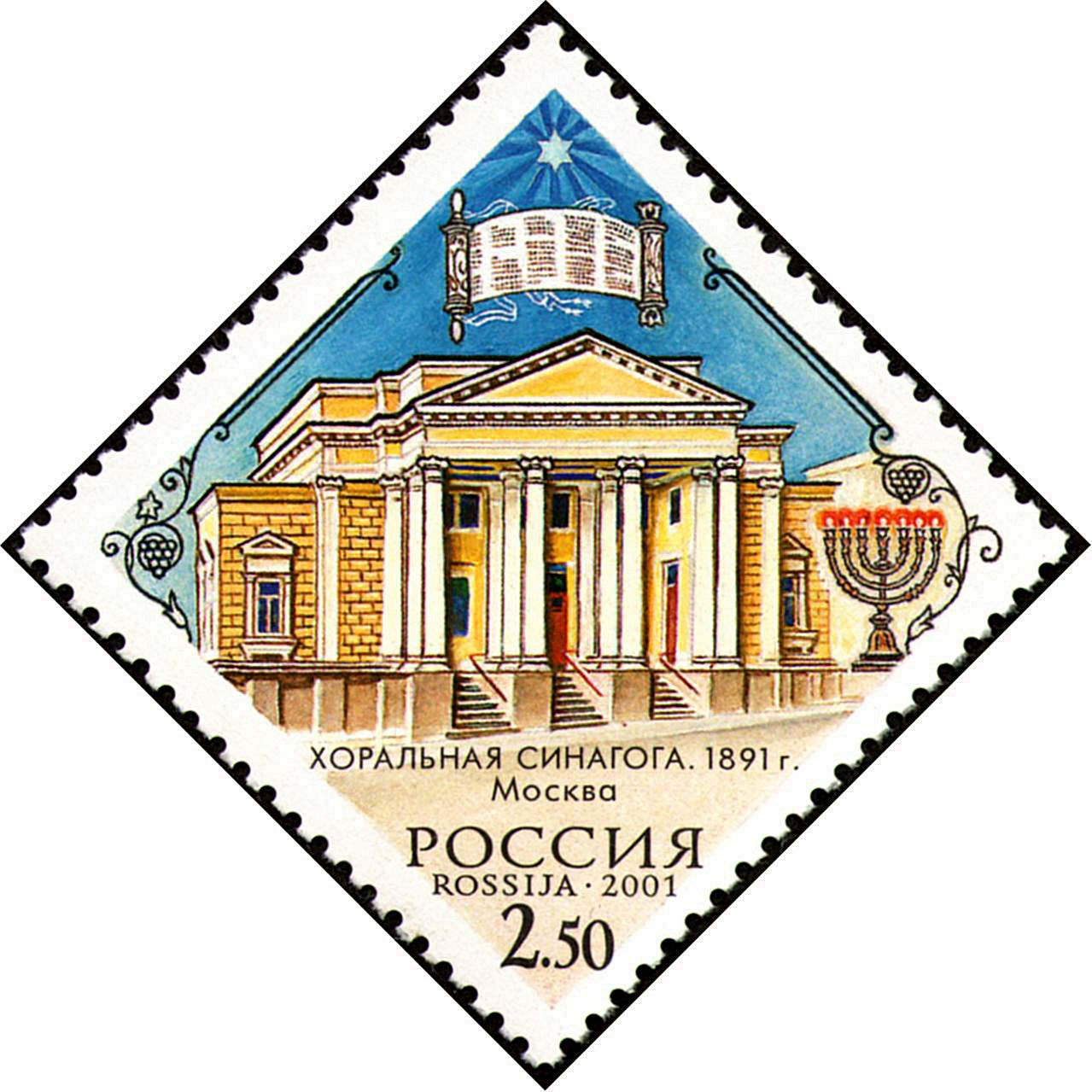
Die Choral-Synagoge (Moskau) auf einer russischen Briefmarke.

Der eine ist Adolf Schajewitsch (geb. 1937 in Chabarowsk), der am Rabbinerseminar von Budapest studierte und als Nachfolger von Jakow Fischman (1913–1983) im Jahr 1980 unter Fischman Rabbiner der Choral-Synagoge (die Moskauer Hauptsynagoge) und 1983 Oberrabbiner der Moskauer Synagoge wurde. In der Zeit des Zerfalls der Sowjetunion wurde er auf dem Kongress des Allunionsrats der jüdischen Religionsgemeinschaften (ВСЕРО / WSERO) zum Oberrabbiner der Sowjetunion gewählt. Schajewitsch wurde vom 1993 gegründeten Kongress der jüdischen religiösen Organisationen und Vereinigungen Russlands (КЕРООР/KEROOR) zum Oberrabbiner Russlands ernannt.

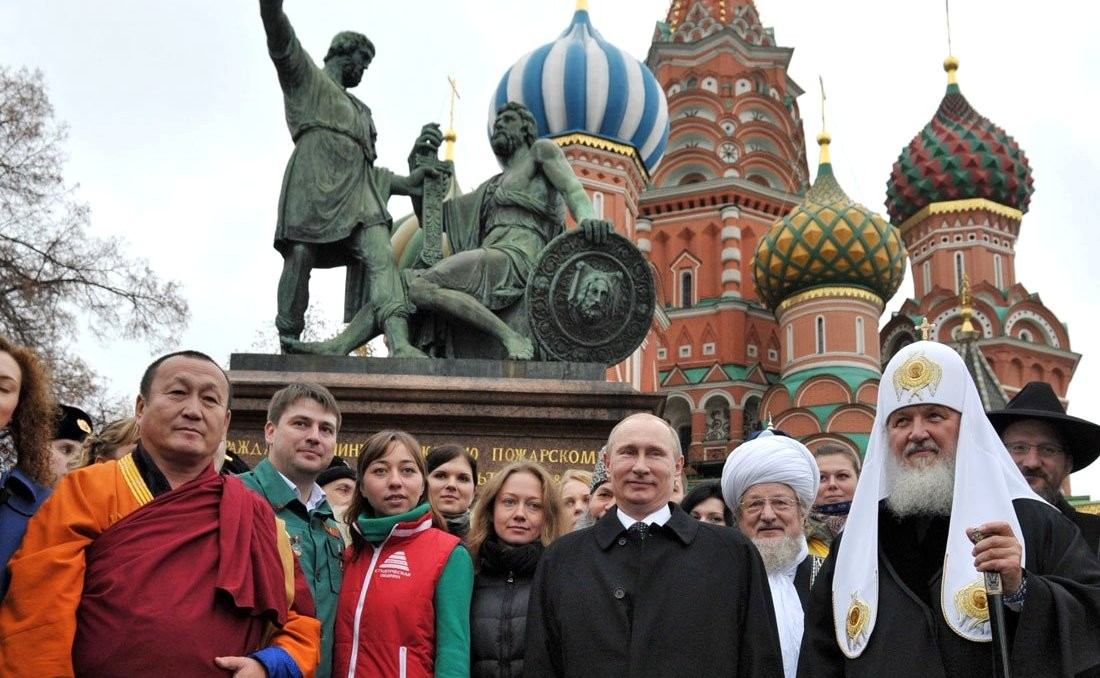
Vertreter der traditionellen Religionen – Pandito Hambo-Lama Damba Ajuschejew, Muchammad Rachimow, Talgat Tadschuddin, Kyrill I., Berel Lazar – zusammen mit Wladimir Putin am Tag der Einheit des Volkes (2012) vor dem Minin-und-Poscharski-Denkmal vor der Basilius-Kathedrale auf dem Roten Platz in Moskau.

Der andere ist der dem orthodoxen Judentum angehörende und der Chabad-Lubawitsch-Bewegung nahestehende Berel Lazar (geb. 1964 in Mailand) von der russischen Regierung offiziell als Oberrabbiner Russlands anerkannt. Lazar ist Vorsitzender der Föderation Jüdischer Gemeinden Russlands (ФЕОР / FEOR). Im Gegensatz zu Schajewitsch ist Lazar ist bei den repräsentativen Anlässen der russischen Regierung unter Staatspräsident Wladimir Putin zugegen (siehe Foto) und auch im Rat für die Zusammenarbeit mit religiösen Vereinigungen unter dem Präsidenten der Russischen Föderation vertreten.
Oberst Aaron Gurewitsch wurde von Berel Lazar im Dezember 2007 zum ersten Militär-Oberrabbiner von Russland seit der Revolution von 1917 ernannt. Er ist Oberrabbiner des Föderalen Strafvollzugsdienstes (ФСИН / FSIN) von Russland und des Russischen Heeres.